# Can Nergis
Can Nergis (* 27. Mai 1985 in Istanbul) ist ein türkischer Schauspieler und Model.

## Biografie
Can wurde am 27. Mai 1985 in Istanbul geboren. Er studierte an der Universität Istanbul. Danach setzte er sein Studium in London fort. Später ging er mit Hilfe seiner Tante Neslihan Yargıcı nach Fernost und arbeitete als Model in China und Thailand. Außerdem eröffnete er in Thailand vorübergehend einen Laden namens Shewa.
Sein Debüt gab er 2011 in der Fernsehserie Herşeye Rağmen. Anschließend war Nergis 2014 in der Serie Paşa Gönlüm zu sehen. Seinen Durchbruch hatte er 2014 in Arka Sokaklar. Unter anderem bekam er 2018 in Börü – Die Wölfe eine Hauptrolle. 2021 wurde Nergis für die Serie Kağıt Ev gecastet.  Seit 2023 spielt er in Metamorfoz: Kırılma.
Nergis spricht Türkisch, Englisch, Chinesisch, Thailändisch und Russisch.

## Filmografie
Filme
- 2017: Tahin Pekmez
- 2018: Börü
- 2022: Adanış: Kutsal Kavga
- 2023: İtiraf

Serien
- 2011: Her Şeye Rağmen
- 2012: Dila Hanım
- 2014: Paşa Gönlüm
- 2014–2015: Maral: En Güzel Hikayem
- 2014–2015: Arka Sokaklar
- 2016: Tatlı İntikam
- 2016–2017: Anne
- 2018: Börü – Die Wölfe
- 2021: Kağıt Ev
- seit 2023: Metamorfoz: Kırılma